# Luftlandsättning
Luftlandsättning, förflyttning av militär trupp till fientligt område med hjälp av flygplan och/eller helikopter. Om vanliga flygplan används landar inte planen vid luftlandsättningen, däremot om glidflygplan används.
Släpps truppen på hög höjd över eget territorium kallas det HAHO.